# Zikmund (příjmení)
Zikmund je české příjmení, patrně odvozené od totožného křestního jména německého původu (Siegmund). Podle Ministerstva vnitra České republiky se k 9. květnu 2007 s 1 207 nositeli jednalo o 523. nejčastější příjmení v České republice.
Mezi známé nositele tohoto příjmení patří například:
- Bohuslav Zikmund (1914–1942), český armádní pilot, účastník zahraničního odboje během druhé světové války
- Dušan Zikmund (* 1952), český hokejista
- Eva Zikmundová (1932–2020) – sopranistka, sólistka Opery Národního divadla a pedagožka
- Josef Zikmund (advokát a politik) (1810–1868), český advokát a politik
- Josef Zikmund (primátor) (* 1950), programátor a primátor Ústí nad Labem
- Ladislav Zikmund (* 1995), český hokejový útočník
- Miroslav Zikmund (1919–2021), český cestovatel
- Jitka Zikmundová (* 1970), česká komunální politička
- Martin T. Zikmund (* 1966), evangelický farář, spisovatel a redaktor
- Vojtěch Zikmund (1858–1927), český rafinérský podnikatel